# 公共实体
公共實體（荷蘭語：openbaar lichaam）是荷蘭王國行政區劃的稱謂，例如中央政府、省、市鎮以及水利委員會，上述這些公共實體之定義規定於荷蘭王國憲法 。

## 實例
荷屬安的列斯於2010年10月10日解體之後，其中之波奈、聖佑達修斯與荷屬沙巴被劃分為荷蘭的特別行政區（荷蘭語：Bijzondere gemeenten），被荷蘭政府作為公共實體進行管理，並且不屬於任何省份，而被劃分為荷蘭加勒比區，即加勒比公共實體。上述三個被劃分為特別行政區之公共實體直到2015年仍被歸類為歐洲聯盟特別領域。